# 艾古阿勒峰
艾古阿勒峰（法語：Mont Aigoual，法語發音：[mɔ̃ ɛɡwal]）是法國中央山脈的一部分，為加爾省最高峰，亦是「艾古阿勒國家森林」所在。1970年，法國以「艾古阿勒國家森林」為中心成立了塞文國家公園，前者佔後者總面積86％。公園內長久以來即有的住民聚落形成 塞文國家公園的一大特色。此外，塞文國家公園以其70％森林覆蓋面成為法國所有國家公園中森林覆蓋面最廣的一座。。
2011年， 科斯與塞文山區以「地中海農牧業文化景觀」(Les Causses et les Cévennes, paysage culturel de l'agro-pastoralisme méditerranéen)列入聯合國教科文组織之世界文化遺產。
2019年，艾古阿勒國家森林榮獲法國國家森林局「卓越特色森林」標章。
位於艾古阿勒山峰上之「艾古阿勒氣象站」是法國現今僅存的一座位於山上的氣象觀測站，也是當今世界紀錄氣象年代最長久之一的氣象站（逾120年歷史）。這些記錄對於瞭解現今氣候之變遷顯得彌足珍貴。也因著這些上百年的氣象觀察與紀錄，艾古阿勒氣象站於2017年榮獲世界氣象組織頒贈榮譽標章。佔地1200平方公尺的艾古阿勒氣象站，如今不僅是一座擁有現代儀器、高性能之氣象站，且規劃出一座氣象博物館，每年夏季有8萬多遊客前來參觀展覽或參加由氣象站所舉辦的專業講習活動。艾古阿勒峰因氣象站之設置，視野變得更為遼闊，能擁抱法國13個省區。天氣晴朗時可以望見東邊的白朗峰、南邊地中海的阿爾卑斯山與西邊的庇里牛斯山，使艾古阿勒峰更具觀光引力。

## 圖片

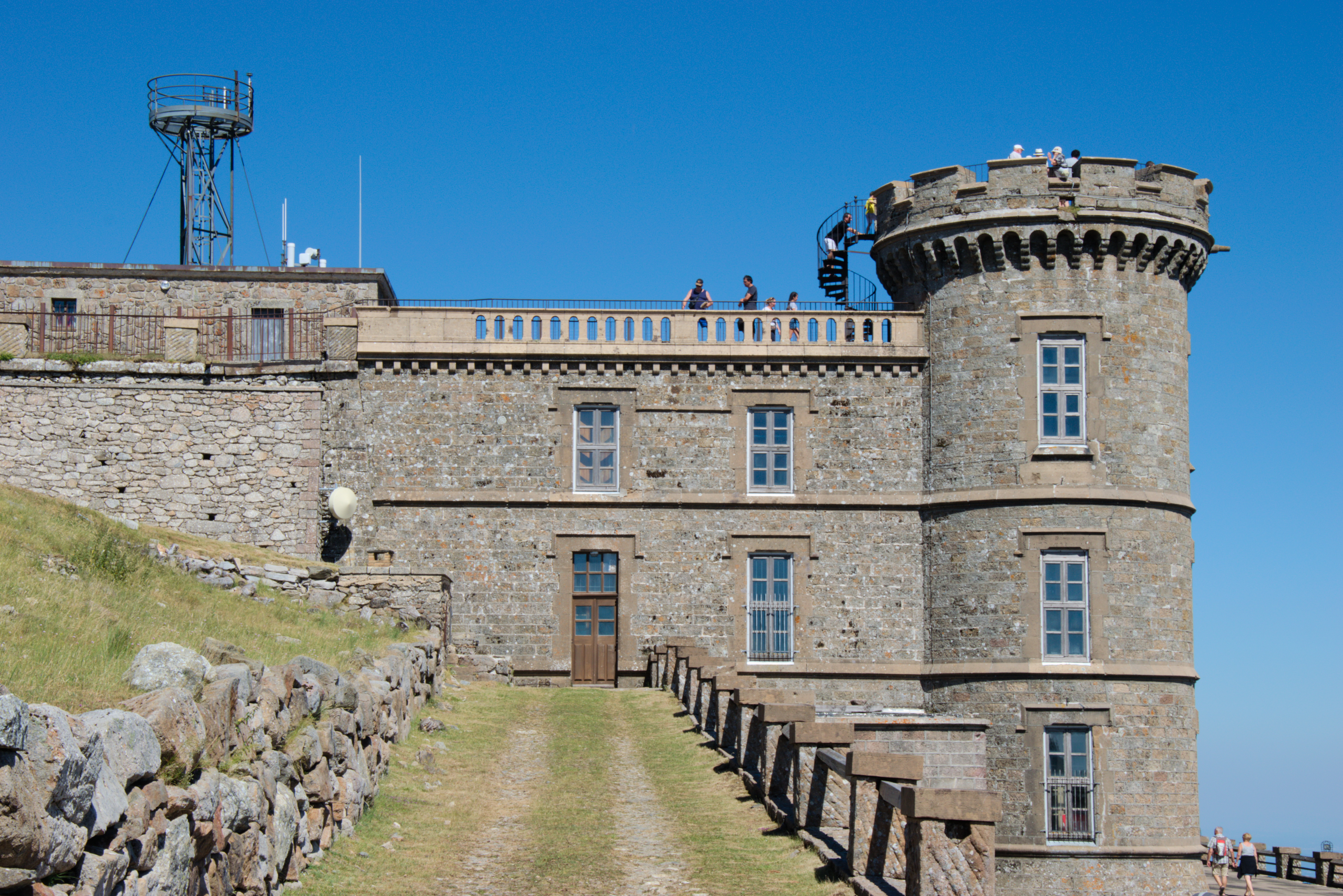
「艾古阿勒氣象站」
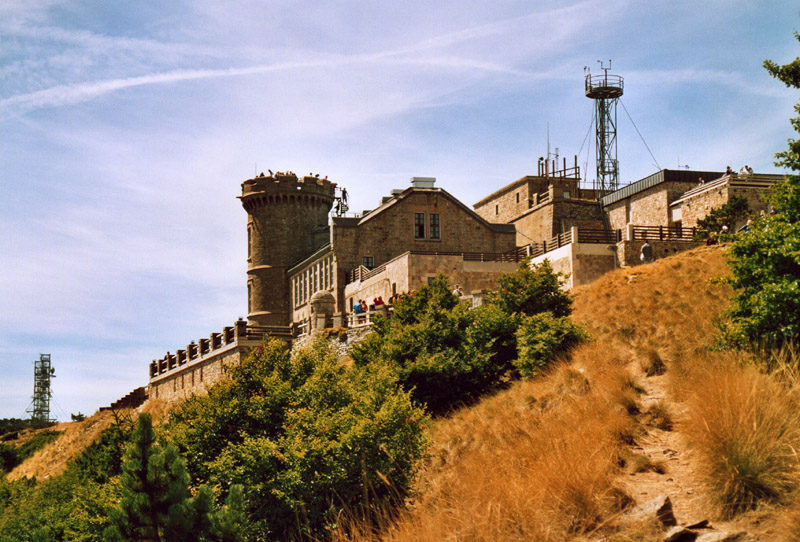
「艾古阿勒氣象站」
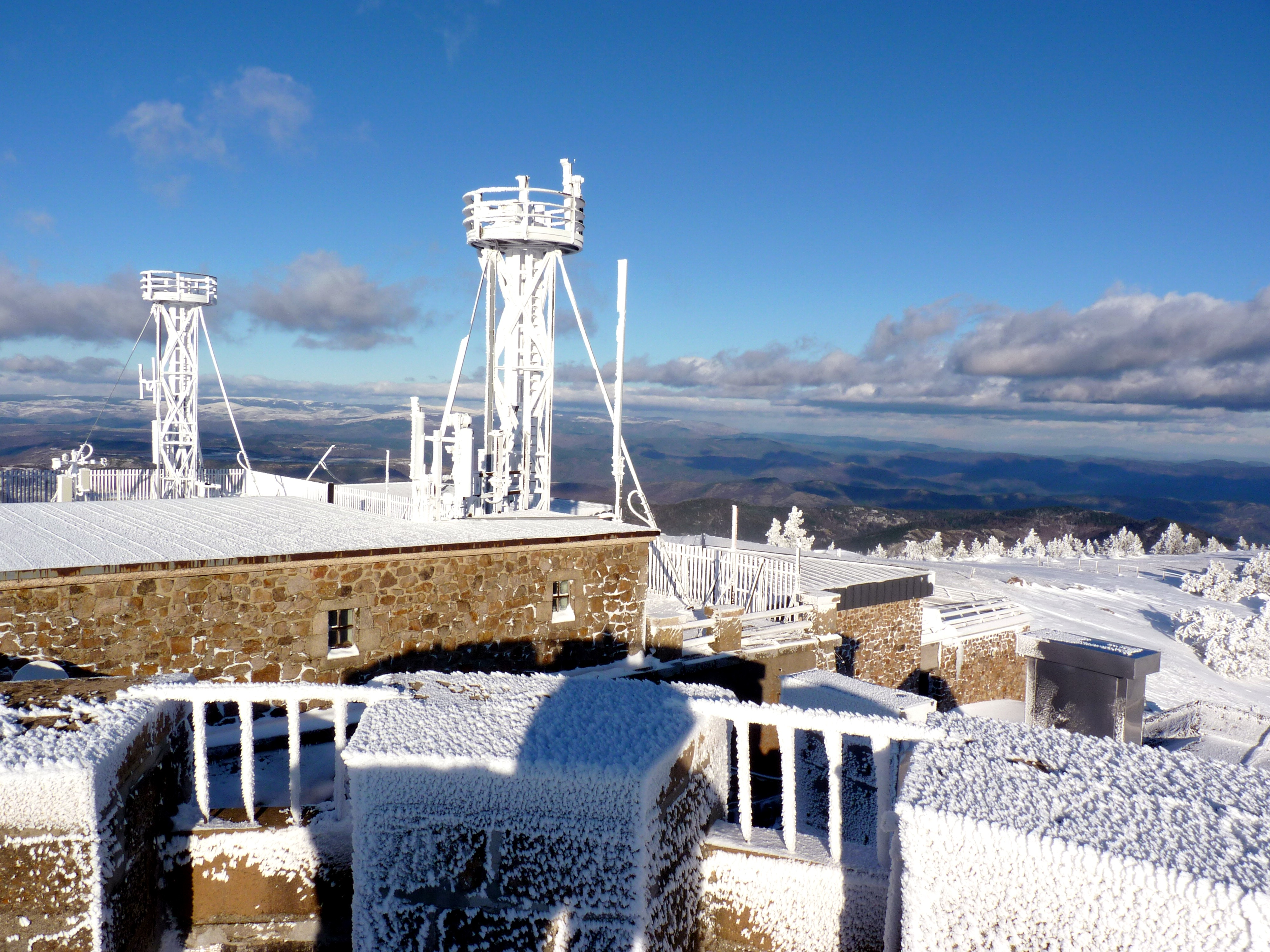
「艾古阿勒氣象站」
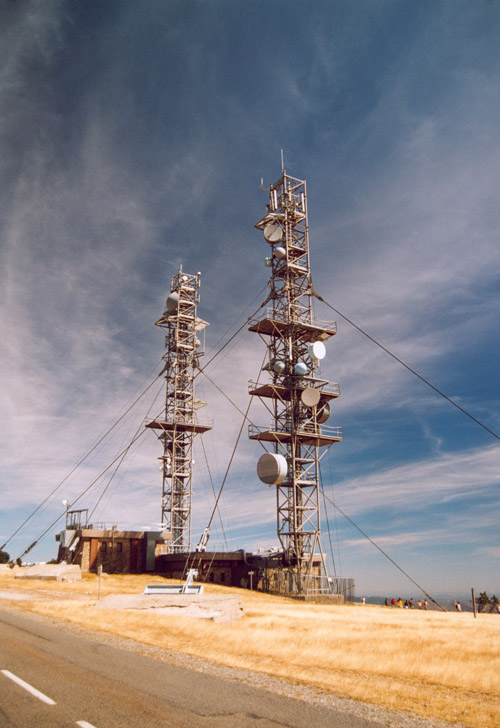
艾古阿勒的電信天線

## 相關連結
- 喬治·法博